# Stegolepis pulchella
Stegolepis pulchella är en gräsväxtart som beskrevs av Bassett Maguire. Stegolepis pulchella ingår i släktet Stegolepis och familjen Rapateaceae. Inga underarter finns listade i Catalogue of Life.